# 土岐定義
土岐 定義（とき さだよし）は、安土桃山時代から江戸時代前期の武将、大名。沼田藩土岐家初代。土岐定政の次男。

## 略伝
長兄が早世したため、慶長2年（1597年）の父の死後、家督を継いだ。所領は下総国守谷1万石。徳川秀忠に仕え、関ヶ原の戦いでは秀忠軍に従って真田昌幸が守る信州上田城攻めに参加した。
慶長7年（1602年）、常陸国の佐竹義宣が秋田に減封されたとき、水戸城の守備を務めた。慶長17年（1612年）には大番頭に就任。慶長19年（1614年）からの大坂の陣では、冬の陣では秀忠軍に従って参戦したが、夏の陣では江戸城の守備を任じられた。元和3年（1617年）、摂津国高槻2万石に加増移封され、元和5年（1619年）1月8日、40歳で死去した。家督は長男の頼行が継いだ。

## 系譜
父母
- 土岐定政（父）
- 鳥居元忠の娘（母）

正室
- 諏訪頼水の娘

子女
- 土岐頼行（長男） 生母は正室
- 滝川利貞（次男） 生母は正室
- 土岐頼豊
- 土岐頼親
- 土岐頼久
- 牧野尹成正室